# قمح معدل وراثيا
القمح المعدل وراثيا هو القمح الذي تم التلاعب المباشر بجينومه وهندسته وراثيًا باستخدام التقنيات الحيوية. لم تتم زراعة أي محاصيل قمح تجارية معدلة وراثيًا بدءًا من عام 2020 على الرغم من إجراء العديد من الاختبارات الميدانية على صنف واحد من القمح عُرف باسم قمح بيوسيرز إتش بي 4، والذي حصل هذا النوع على الموافقة التنظيمية من الحكومة الأرجنتينية.

## نظرة عامة
يُعتبر القمح هجينًا طبيعيًّا مشتق من تكاثر عدة أنواع. كانت أسلاف القمح، وهي القمح وحيد الحبة، والدوسر شبه المكنسي، والدوسر الطوشي كلها أعشاب ثنائية الصبغيات تتهجّن بشكل طبيعي على مدى آلاف السنين في مكان ما في غرب آسيا، لخلق هجينة طبيعية متعددة الصيغ الصبغية، وأشهرها القمح الشائع والقمح القاسي. يُعتبر القمح الشائع عشبًا مدجّنًا هامًا يستخدم في الغذاء في جميع أنحاء العالم، وقد تأثر تطور محاصيل القمح بالتدخل البشري منذ فجر الزراعة.
استمر نقل الجينات بين الأنواع في حقول المزارعين أثناء التحول من النظام الغذائي للعصر الحجري القديم إلى النظام الغذائي الذي تبناه البشر بعد ثورة العصر الحجري الحديث، أو الثورة الخضراء الأولى. بدأ البشر في زراعة القمح وتحويله لتلبية احتياجاتهم أثناء الانتقال من بنية اجتماعية تعتمد على الصيد والقطف إلى مجتمعات أكثر زراعية. وهكذا فإن الجذور الاجتماعية والثقافية للإنسان وتطور القمح قد تشابكت منذ عصور ما قبل التاريخ المسجّل.
نتج عن هذه العملية ظهور أنواع مختلفة من القمح تزرع لأغراض ومناخات محددة. قام ويلسون في عام 1873 بتهجين الجاودار والقمح عن طريق التلقيح لينتج عنهما نبات الشيقم. ثم مكنت بعد ذلك التحولات الإضافية باستخدام تقنيات التهجين الخلوي عالم الأحياء الأمريكي نورمان بورلوج، والذي يُعتبر أبو الثورة الخضراء الثانية، من تطوير أنواع القمح (أصناف شبه قزمية) التي يمكن أن تنمو في البيئات القاسية.
ومع تطوير تقنيات الحمض النووي المؤتلف في ثمانينيات القرن العشرين، وبدأ العمل في إنتاج أول قمح معدل وراثيًا، والذي كان متزامنًا مع الثورة الخضراء الثالثة. كان القمح من بين الحبوب الثلاثة الأكثر أهمية في العالم، وهي الذرة، والأرز، والقمح، هو آخر الحبوب التي أدخلت عليها تعديلات وراثيًة باستخدام التقنيات الحيوية في عام 1992، أوباستخدام البكتيريا الأجرعية في عام 1997. وعلى عكس الذرة والأرز، فإن استخدام الإنسان للقمح على نطاق واسع في النظام الغذائي يواجه مقاومة ثقافية.

## التجارب الميدانية والموافقات
هناك 34 تجربة ميدانية للقمح المعدل وراثيًا أجريت في أوروبا، و419 تجربة أجريت في الولايات المتحدة الأمريكية بدءًا من عام 2013 وحتى الآن. تتضمن التعديلات الوراثية التي اختبرت حتى الآن تلك التي تخلق مقاومة لمبيدات الأعشاب، أو تخلق مقاومة للحشرات ومسببات الأمراض الفطرية (وخاصة الفيوزاريوم) والفيروسات، وتضيف صفات مثل تحمل الجفاف، ومقاومة الملوحة والحرارة، وزيادة محتوى الغلوتينين وانخفاضه، وتحسين التغذية من خلال زيادة محتوى البروتين، وزيادة استقرار حرارة إنزيم الفايتاز، وزيادة محتوى الألياف الغذائية القابلة للذوبان في الماء، وزيادة محتوى اللايسين، وتحسين الصفات لاستخدامها كمادة وسيطة للوقود الحيوي، وإنتاج الأدوية عن طريق التزييت وزيادة الإنتاجية. وافقت الأرجنتين في أكتوبر 2020 على إدخال سلالة قمح بيوسيرز إتش بي 4 المعدلة وراثيا إلى محاصيلها.

## قمح شركة بيوسيرز (إتش بي 4)
طورت شركة بيوسيرز التي تتخذ من الأرجنتين مقراً لها سلالة قمح معدلة وراثياً بحيث تعطي إنتاجية أعلى كما أنها مقاومة للجفاف، ومقاومة للغلوفوسينات. سُميت هذه السلالة اختصارًا إتش بي HB4 في إشارة إلى عامل النسخ HaHB4 المأخوذ من عباد الشمس،(ص.8,18) ويعرف أيضًا باسم الخط IND-00412-7. وافقت الحكومة الأرجنتينية في أكتوبر 2020 على الإدخال التجاري للسلالة الجديدة، ولا زالت الشركة المنتجة في انتظار الموافقة على استيراد المحصول من البرازيل، وهي الشريك الرئيسي لتصدير القمح للأرجنتين. وفي 6 مايو 2022 حصلت سلالة القمح المعدلة وراثيا إتش بي 4 على الموافقة في كل من أستراليا ونيوزيلندا طبقًا لمعاييرهم الغذائية.

## قمح شركة مونسانتو (إم أو إن 71800)
كانت سلالة القمح المعدل وراثيًا التي طورتها شركة مونسانتو تُعرف باسم (إم أو إن 71800)، والتي تميزت بمقاومة الغليفوسات من خلال الجين CP4 / الذرة EPSPS. وقد حصلت شركة مونسانتو على موافقة إدارة الغذاء والدواء الأمريكية لاستخدامها في الغذاء، إلا إنها سحبت طلب الحصول على موافقة وكالة حماية البيئة الأمريكية في عام 2004، لذلك لم يتم تسويق المنتج مطلقًا. حصلت شركة مونسانتو بعد ذلك على الموافقة باستخدام السلالة الجديدة كغذاء في كولومبيا.
أظهرت الدراسات التي أجرتها شركة مونسانتو أن المكونات الغذائية في السلالة الجديدة التي طورتها تعادل مكونات القمح المتاح تجاريًا غير المعدّل وراثيًا، وقد أكدت ذلك الدراسات التي أجريت على الحيوانات التي تناولت قمح إم أو إن 71800 في أعلافها. أجرت شركة مونسانتو تقييمات للمخاطر البيئية، ووافقت الهيئات التنظيمية الحكومية على استخدامها في الغذاء. وعلى الرغم من ذلك فقد ظل المزارعون قلقين بشأن الخسارة المحتملة للأسواق في أوروبا وآسيا بسبب الرفض العام للمنتج النهائي، لذلك سحبت شركة مونسانتو طلب وكالة هيئة حماية البيئة الأمريكية.
أعلنت شركة ماهيكو وكيل شركة مونسانتو في الهند في عام 2010 أنها تخطط للحصول على الموافقة على تسويق القمح معدل وراثيًا في الهند في السنوات الثلاث إلى الخمس القادمة.

## الهروب من بذور القمح المعدلة وراثيا
ادعى العلماء في تايلاند في عام 1999 أنهم اكتشفوا قمحًا مقاومًا للغليفوسات في شحنة حبوب من شمال غرب المحيط الهادئ بالولايات المتحدة الأمريكية. لم يفسر أحد كيف وصل القمح المعدّل وراثيًا إلى الإمدادات الغذائية هناك على الرغم من أن بيع القمح المعدل وراثيًا لم تتم الموافقة عليه مطلقًا، ولم يُزرع إلا في الحقول التجريبية.
وفي مايو 2013 عُثر على سلالة من القمح المقاوم للغليفوسات المعدل وراثيًا في مزرعة في ولاية أوريغون الأمريكية. وأكدت الاختبارات المكثفة أن القمح كان من سلالة إم أو إن 71800 التي طورتها شركة مونسانتو. قامت شركة مونسانتو بتطوير القمح ولكن لم تتم الموافقة عليه أو تسويقه بعد أن قامت الشركة باختباره بين عامي 1998 و2005. يمثل التواجد غير المبرر لهذا النوع من القمح مشكلة لمزارعي القمح عندما يطلب المشترون قمحًا خاليًا من الكائنات المعدلة وراثيًا. أوقفت اليابان فيما بعد استيراد القمح الأبيض اللين من الولايات المتحدة الأمريكية. كما رفع مزارع في ولاية كانساس الأمريكية دعوى قضائية ضد شركة مونسانتو بسبب نشر منتجهم من القمح المعدل وراثيًا، قائلاً إنه تسبب في انخفاض سعر القمح المزروع في الولايات المتحدة. زعمت شركة مونسانتو أن وجود هذا القمح كان على الأرجح عملًا تخريبيًّا. وفي 14 حزيران (يونيو) 2013 أعلنت وزارة الزراعة الأمريكية أنه بدءًا من ذلك اليوم لم تعثر وزارة الزراعة الأمريكية على أي شيء من شأنه أن يشير إلى أن هذا الحادث يزيد عن حادثة واحدة معزولة في حقل واحد في مزرعة واحدة ولم يتم إبلاغها بأي شيء. حتى الآن لا يظهر أي مؤشر على وجود القمح المعدّل وراثيًا في التجارة، بينما ظل مصدر القمح المعدل وراثيًا، والذي وصل إلى قارة آسيا غير معروف. استأنفت اليابان وكوريا الجنوبية وتايوان في 30 أغسطس 2013 وقف استيراد القمح، وكان اضطراب سوق التصدير في حده الأدنى. أغلق التحقيق في عام 2014 بعد أن استنفدت هيئة خدمة فحص صحة الحيوان والنبات الأمريكية جميع السبل ولكنها لم تعثر على أي دليل على دخول القمح إلى السوق التجاري. ثم أعلنت وزارة الزراعة الأمريكية في عام 2019 أنه تم اكتشاف نباتات قمح معدلة وراثيًا مصممة لمقاومة مبيد الأعشاب راونداب في حقل غير مزروع في ولاية واشنطن.

## التنظيم
يرتبط تنظيم الهندسة الوراثية بالمناهج التي تتبعها الحكومات لتقييم وإدارة المخاطر المرتبطة بتطوير وإطلاق المحاصيل المعدلة وراثيًا. ومن ثم توجد بعض الاختلافات في تنظيم المحاصيل المعدلة وراثيًا بين البلدان، مع حدوث بعض الاختلافات الأكثر وضوحًا بين الولايات المتحدة الأمريكية ودول أوروبا. تختلف اللوائح في بلد معين اعتمادًا على الاستخدام المقصود لمنتجات الهندسة الوراثية فعلى سبيل المثال، لا تقوم السلطات المسؤولة عن سلامة الغذاء بمراجعة المحصول غير المخصص للاستخدام الغذائي بشكل عام.